# Sehima ischaemoides
Sehima ischaemoides là một loài thực vật có hoa trong họ Hòa thảo. Loài này được Forssk. miêu tả khoa học đầu tiên năm 1775.